# 福島県磐城第一高等学校
福島県磐城第一高等学校（ふくしまけんいわきだいいちこうとうがっこう）は、福島県いわき市内郷御厩町上宿にある私立高等学校。

## 概要
1958年に開校した全日制普通科の女子校である。授業の一環として、「礼法の時間」で生花やマナー講座などを通して「女子」としての品性を身につけることを目標としている。

## 沿革
- 1958年（昭和33年） - 福島県磐城第一高等学校創立。
- 1970年（昭和45年） - 体育館完成。
- 1989年（平成元年） - 新制服決定。
- 2003年（平成15年） - 特進クラス設置。

## アクセス
- 新常磐交通バス「磐城一高」停留所 徒歩3分

## 系列校
- 磐城緑蔭中学校・高等学校